# Fagersta centralstation
Fagersta centralstation – stacja kolejowa w Fagersta, w regionie Västmanland, w Szwecji. Znajduje się w dzielnicy Västanfors i stanowi węzeł kolejowy na linii Bergslagspendeln oraz Godsstråket genom Bergslagen.
Budynek stacji został zaprojektowany przez głównego architekta SJ Folke Zettervall. 
Stacja została otwarta w 1900 roku wraz z otwarciem głównej linii pomiędzy Frövi i Krylbo. W 1904 roku otwarto Stockholm–Västerås–Bergslagens Järnvägar między Tillberga i Ludvika dla ruchu. Stacja została nazwana na początku Västanfors, ale w 1947 roku, kilka lat po powstaniu miasta Fagersta, nazwa została zmieniona na Fagersta Central.
Istnieje również inna stacja kolejowa Fagersta norra, położona kilka km na północny zachód.

## Linie kolejowe
- Bergslagspendeln
- Godsstråket genom Bergslagen